# Bandera del Líban
La bandera del Líban ve regulada per l'article 5 de la constitució nacional.
El text complet de l'article 5 de la Constitució diu actualment: "La bandera libanesa es compon de franges horitzontals vermella, blanca i vermella, amb el cedre amb verd a la franja blanca. La mesura de la franja blanca és igual al de les dues vermelles juntes. El cedre està al mig i la punta superior toca a la franja vermella superior i la base toca a la franja vermella inferior. L'amplada del cedre ha de ser igual a un terç de la franja blanca".
La proporció no s'esmenta a la constitució però és de 2:3. El seu significat no és clar, però el blanc és el color dels iemenites i maronites i el vermell el color dels kaisites.
Aquesta bandera és nacional i d'estat, a terra i a mar, i es fa servir també per altres usos amb algunes variacions:
- Com a bandera de proa
- Com a bandera de la marina de guerra
- Com a bandera de l'exèrcit de terra (cedre més petit amb inscripció daurada al damunt, i a cada cantonada, dins el vermell, uns llorers daurats; a la part de darrere es partida en diagonal ascendent, blanca i vermella, amb l'emblema de l'exèrcit daurat al centre)
- Banderí triangular, decoratiu i per la guàrdia presidencial
- Vertical, decorativa

La petita força aèria utilitza un emblema vermell amb un triangle blanc amb els tres costats iguals, dins el qual un disc verd.

## Història de la bandera del Líban
Des del segle xvii els cristians maronites del Líban van utilitzar el cedre com emblema a les seves banderes blanques. La primera informació certa del seu ús fou l'octubre del 1848. L'efimera república de Kisrawan, proclamada el 1858 va utilitzar aquesta bandera.
A la primera guerra mundial els soldats libanesos (dins l'exèrcit otomà) van utilitzar una bandera consistent en una creu de Sant Andreu vermella sobre drap blanc, i el cedre verd fosc al damunt, però es tractava d'una bandera militar i no pas nacional.
El 1918 els libanesos van hissar la bandera blanca amb cedre verd la part inferior segons el disseny de l'escriptor emigrant Shukri al-Khouri i de Naum Labaki, preparada abans de la revolta libanesa del 1918, que va precedir l'ocupació francesa. Aquesta bandera es feia servir encara el 1919 sota l'autoritat del Mejlis o Consell administratiu. Ocupada la regió pels francesos el 1919, el tractat Sikes-Picot de 1916 entre França i la Gran Bretanya va entrar en vigor, i Líban va quedar integrat en el Mandat de Síria (abril de 1920). En esclatar la lluita contra el rei de Síria, regne del qual nominalment el Líban formava part, el Gran Líban fou declarat independent sota mandat francès. El general Gourad va declarar possessió francesa els districtes de la Beeka, Hasbaia, Baalbeck i Rashaia el 3 d'agost de 1920, considerant-los la base del Gran Líban, el qual fou proclamat a Beirut l'1 de setembre de 1920 amb les fronteres que encara conserva el Líban actual.
Vers aquest any 1920, es va començar a usar la mateixa bandera blanca amb cedre però amb la francesa al cantó esquerre, i el cedre desplaçat a la part baixa del vol, i també la bandera nacional francesa però amb el cedre verd a la part inferior de la banda blanca
La primera bandera del Líban, sorgí definitivament el 1921, i fou la bandera francesa amb el cedre al centre. Fou proposada el 1919 al president Poincare pel polític Naum Moukarzel, líder del Moviment pel renaixement libanès. El 1943 la França Lliure de Petain va reconèixer la independència del Líban, consumada realment amb posterioritat.
El Gran Líban va constituir un dels mandats francesos, i des del 1922 fou administrat conjuntament amb els altres mandats de Síria (entitat Síria-Gran Líban), però des del 1924 va obtenir administració separada.
Una nova constitució el 23 de maig de 1926 va establir la república autònoma libanesa sota mandat francès, però no es va produir cap canvi a la bandera. L'article 5 de la constitució deia: "La bandera libanesa és blava, blanca i vermella, amb el cedre a la part blanca".
El 26 de novembre de 1941 el general Catroux, en nom del General De Gaulle, va proclamar la independència i la sobirania del Líban, si bé aquesta decisió no fou realment efectiva fins al 1945 i les tropes aliades restaren al país. Com que no era adequat l'ús de la bandera francesa es va tornar a usar la bandera blanca amb el cedre.
L'11 de novembre de 1943 es van produir manifestacions contra la detenció del president Bekhara Khalil al-Khoury i alguns ministres. Set diputats (Henri Pharaon, Maroun Kanaan, Saêb Salam, Sabri Hamadé, Rachid Beydoun, Saadi al-Mounla i Muhammed al-Fadl) van entrar al parlament i van decidir establir una nova bandera nacional que segurament va dissenyar Henri Pharaon. Es va establir un govern provisional a Bechamun que va acceptar la bandera però es creu que la va usar en tres franges horitzontals iguals amb el cedre verd a la banda blanca ("amb la bandera libanesa" dintre de la banda blanca). El disseny dels parlamentaris fou fet a mà a la Cambra de diputats per Saade Munla i fou portat a Bechamun per membres del partit Kataeb i del Najjad (Renaixement), el 19 de novembre de 1943 essent hissada la bandera en drap el diumenge 21 de novembre de 1943. El dibuix del disseny parlamentari mostra una bandera en franges 1:2:1 però amb el cedre molt menys natural. L'article 5 de la Constitució fou canviat: "La bandera libanesa és vermella, blanca i vermella horitzontal amb el cedre verd al centre de la franja blanca". El dia 21 de novembre fou establert com a dia de la bandera nacional des 1979.
El 22 de novembre de 1943 el govern de la França Lliure dirigit per Pétain, va reconèixer la independència del Líban. La nova bandera va entrar en ús oficial el 7 de desembre de 1943. El 27 de desembre la França de De Gaulle va reconèixer la República i va acordar l'evacuació a partir de 1944. L'inici de l'evacuació es va allargar el 1945 i no es va completar fins al desembre de 1946.
El 1948 el comandant zahlawi (és a dir natural de Zahle) Michael Abu Takka fou el primer a hissar la bandera nacional libanesa a Malkieh (Palestina) en la guerra contra Israel.